# Viedma (sopka)
Viedma je až na malé výjimky některých starších útvarů, které se tyčí zpod ledové pokrývky, zcela zaledněný stratovulkán, nacházející se v argentinské provincii Santa Cruz, nedaleko chilských hranic. Sopka je zároveň nejjižněji umístěný sopečný útvar v Argentině, který byl v nedávné minulosti aktivní. Masiv Viedma je tvořen převážně dacity a sestává ze čtyř kaldier a kráterů s rozměry od 1,5 do 4 km, seřazených podél severojižní linie. Původcem erupce z roku 1988 je nejjižnějí položený kráter. Na povrchovém ledovci se uložili vrstvy popelu a prachu. Lahar, živený rozpuštěným ledem, se dostal až k břehům jezera Lago Viedma.